# الاستبصار
اَلاْسْتِبْصار فیما اختلف من الأخبار که به اختصار الاستبصار نیز عنوان گرفته‌است، یکی از آثار روایی ابوجعفر محمد بن حسن، ملقب به شیخ طوسی (۳۸۵ ه‍.ق – ۴۴۹ ه‍.ق) و یکی از کتب اربعه نزد شیعه دوازده‌امامی است. شیخ طوسی این کتاب را در زمان حضورش در بغداد نوشته‌است. این اثر پس از کتاب تهذیب الاحکام تدوین شده و متکی بر آن کتاب است. پیش از این، شیخ طوسی کتاب تهذیب الاحکام را بر اساس کتاب المقنعه شیخ مفید و با رویکردی کلامی تألیف کرد و به گفته خود در مقدمه کتاب استبصار، پس از استقبال از کتاب تهذیب، اقدام به نگارش کتابی تخصصی در زمینه حل اختلاف‌ها و تعارض‌های احادیث فقهی کرد. بر همین اساس، وی کتاب استبصار را در سه جلد، مشتمل بر ۹۲۶ باب و ۵۵۱۱ حدیث تألیف کرد. او در هر باب، روایات متعارض را گزارش می‌کند و به وجه جمع و حل تعارض آن روایات می‌پردازد.
با وجود گمانه‌زنی‌ها در خصوص تلخیص بودن کتاب استبصار نسبت به کتاب تهذیب، با توجه به آنکه شیخ طوسی در الفهرست و همین‌طور نجاشی در آثارش، کتاب استبصار را کتابی مستقل عنوان کرده‌اند، و با توجه به تفاوت‌های این دو اثر، استبصار کتابی مستقل از آثار طوسی محسوب شده‌است. تفاوت میان استبصار و تهذیب از جهت ذکر کامل روایات مخالف و عدم ذکر روایات موافق به صورت کامل است. از آنجا که کتاب استبصار، به صورت مفصل‌تری به رفع اختلاف روایات پرداخته‌است، نسبت به کتاب تهذیب الاحکام، کتابی اصولی‌تر جلوه می‌کند و از این رو، آن را برای خواص عالمان، مفیدتر دانسته‌اند. با این وجود که شیخ طوسی، استبصار را با اتکا بر کتاب تهذیب نوشته‌است، اما استبصار از جهت هدف کلی نگارش، باب‌بندی و شیوه ترتیب احادیث با تهذیب متفاوت است.
الاستبصار، دومین کتاب روایی شیخ طوسی از نظر اعتبار است و به عنوان چهارمین کتاب از کتب اربعه نزد شیعه محسوب می‌شود. شیخ طوسی پس از بیان علت نگارش این اثر، آن را در نوع خود بی‌سابقه توصیف می‌کند. به اعتقاد او، گردآوری روایات مخالف و جمع میان آنها، پیش از آن سابقه‌ای نداشته‌است. مولف در این کتاب، به برخی از مرجحات که در ترجیح یک روایت بر دیگری کاربرد دارد، اشاره می‌کند. از امتیازات مهم کتاب استبصار، اولین اثر در زمینه جمع روایات متناقض و متعارض بودن آن است. یکی از مسائلی که باعث اهمیت کتاب استبصار شده‌است؛ دسترسی شیخ طوسی به کتابخانه‌های بزرگی چون کتابخانه سید مرتضی و کتابخانه شاپور بن اردشیر در بغداد بوده‌است. دسترسی طوسی به اصول اربعه مائه سبب شده‌است تا بسیاری از روایات این اصول در کتاب استبصار و تهذیب، از خطر نابودی، در امان باشند. وجود روایات ضعیف در کتاب استبصار و استناد به روایات و استدلال‌های ضعیف برای رفع تعارض یا پیش گرفتن افراط از جانب مولف برای جمع روایات از جمله ضعف‌های این اثر عنوان شده‌است.

## مؤلف
ابوجعفر محمد بن حسن، ملقب به شیخ طوسی و شیخ الطائفه، به سال ۳۸۵ ه‍.ق در طوس متولد شد. او به دوران حکومت آل بویه می‌زیست و در این دوره، از حمایت‌های حکومت وقت نسبت به عالمان شیعه برخوردار بود. وی به سال ۴۰۸ ه‍.ق وارد بغداد شد. او چهل سال در بغداد حاضر بود و نزد اساتید خود همچون شیخ مفید، به تحصیل علم پرداخت. بنابر گزارش‌هایی، در سال‌های ۴۴۸ تا ۴۴۹ ه‍. ق، پس از بالا گرفتن نزاع میان شیعیان و اهل سنت در بغداد، از شیخ طوسی نزد خلیفه سعایت شد و پس از آن گروهی از متعصبان سنی مذهب، به منزل طوسی حمله و کتابخانه او را آتش زدند. طوسی نیز پس از این رویداد، بغداد را ترک کرد و به نجف عازم شد. طوسی ۱۱ سالِ باقی عمر خویش را در نجف گذراند و حضور او سبب شد تا حوزه‌ای بزرگ در نجف که تا آن روزگاران، شهری متروک قلمداد می‌شد، شکل بگیرد. سرانجام شیخ طوسی به سال ۴۶۰ ه‍.ق از دنیا رفت و در منزل خویش در نجف دفن شد.

## پیش‌زمینه، تاریخ و علت نگارش اثر
تا پیش از سده دوم ه‍. ق، عبارت «تدوین حدیث» مرسوم نبود و از عناوینی چون «تقیید حدیث» یا «کتابت» و «تألیف» استفاده می‌شد. محدثان سنی مذهب در قرن اول ه‍. ق، از نگارش حدیث منع می‌شدند یا آن را مکروه می‌دانستند. در مقابل، محدثان شیعه، به روایت‌هایی از پیامبر اسلام استناد می‌کردند که در آنها به نگارش حدیث توصیه می‌شد. سخت‌گیری‌ها در منع روایت، در خصوص روایت‌های فقهی با اغماض همراه بود. در میان شیعیان امامیه، روایاتی گزارش شده‌است که اولین کتاب‌های مدون حدیثی، متعلق به علی بن ابی‌طالب بوده‌است که به دستور پیامبر اسلام و به جهت حفظ تعالیم اسلامی برای امامان پس از علی نگارش یافته‌است. نام این اثر در برخی روایات، «الجامعه» یا «کتاب علی» عنوان شده‌است. عمر بن عبدالعزیز (۹۹–۱۰۱ ه‍.ق) در قرن دوم هجری به حاکمان ولایت‌های اسلامی دستور داد تا هر حدیث منسوب به پیامبر اسلام را بنویسند. پیش‌تر، شاگردان محمد باقر (۵۷–۱۱۴ ه‍.ق)، به این کار مبادرت کرده بودند که در دوران جعفر صادق با توان بیشتری پی گرفته شد. آقابزرگ تهرانی در کتاب الذریعه، یکصد و هفده اصل را به شاگردان محمد باقر و جعفر صادق منسوب دانسته و نام آنها را ذکر کرده‌است. روند نگارش حدیث به صورت اصل در تشیع، تا دوران امامت حسن عسکری (مـ ۲۶۰ ه‍.ق) ادامه داشت. امامان شیعه، همواره شاگردان خود را به نگارش حدیث ترغیب می‌کردند. در این‌باره، محمد باقر، مفضل بن عمر را به نوشتن حدیث توصیه کرد و به او از در پیش بودن روزگاری پر آشوب خبر داد که جز روایت‌های مکتوب، منبع دینی دیگری وجود ندارد. از آن پس، شاگردان امامان شیعه، به‌ویژه اصحاب جعفر صادق، احادیث را مکتوب می‌کردند. درنتیجه ۴۰۰ کتاب حدیثی تألیف شد که بعدها پایه علوم حدیث شیعه را شکل داد. این آثار که در اصطلاح علوم حدیث به آنها «اصل» می‌گویند؛ به جهت تعدادشان، به اصول اربعه‌مأئة (به فارسی: اصول چهارصدگانه) مشهورند. اهمیت این اصول، پس از روی‌کار آمدن عباسیان و سخت‌گیری بر علویان بیشتر شد و به این جهت، شیعیان برای جمع‌آوری و کتابت حدیث، انگیزه بیشتری پیدا کردند.
عصر ورود شیخ طوسی به بغداد، همزمان با مرکزیت حکومت عباسیان در این شهر بود. در شهر بغداد، هر دو طایفه شیعه و سنی، مراکز علمی مهمی داشتند و در بر همین اساس، شیعیان همواره خود را متعهد می‌دانستند تا در مقابل اهل سنت، از کیان تشیع دفاع علمی و سیاسی کند. با توجه به قرائن موجود، با وجود اختلاف میان شیعه و سنی در آن روزگار، اتحاد و هماهنگی کاملی در بین بزرگان شیعه نیز وجود نداشت و بلکه در امور فقهی، اختلافات فراوانی وجود داشت. از همین رو، طوسی بیشتر اهتمام خویش را در رفع تعارض و تناقض‌های علمی و اجتماعی قرار داد و در این خصوص نقش مهمی را ایفا کرد. با نگاهی بر تالیفات شیخ طوسی، مشخص می‌شود که وی به عنوان یک منجی و چاره‌گر به تألیف آثارش پرداخته‌است تا با رفع تناقض‌ها از چهره مذهب تشیع، از این مذهب پاسداری کند. طوسی پس از آنکه درخواستی را در خصوص تألیف کتابی برای رفع تناقضات و تعارضات احادیث که موجب جدا شدن گروهی از شیعیان از مذهب شده‌است را دریافت می‌کند، اقدام به تألیف کتاب تهذیب الاحکام می‌نماید و از این رو کتاب تهذیب، با رویکردی کلامی نگارش می‌یابد. کمی بعد، وی کتاب استبصار را با رویکردی فقهی به رشته تحریر درمی‌آورد.
شیخ طوسی در علت نگارش اثر، عنوان می‌کند که کتاب استبصار را پس از کتاب تهذیب الاحکام نگاشته‌است و چون گروهی از اصحاب، به تهذیب الاحکام اهتمام ویژه داشته‌اند، صلاح را در این دیده‌است تا روایت‌های مخالف کتاب تهذیب را در اثری جداگانه جمع کرده و به جمع آنان بپردازد. او تأکید می‌کند که در این کتاب، در هر باب، فتوای خود را عنوان می‌کند و روایات مربوط به آن را گزارش می‌کند و سپس روایات مخالف آن را نیز می‌آورد و راه جمع میان آنها را بیان می‌کند. وی در این اثر، اصل را بر جمع گذاشته‌است و تا جایی که جمع بین روایات ممکن باشد، از طرح آنها خودداری می‌کند. به گزارش دایرة المعارف بزرگ اسلامی، درخواستی مبنی بر نوشتن کتابی مختصر در زمینه احادیث اختلافی در رشته فقه دریافت کرده‌است و به همین جهت اقدام به تألیف کتاب استبصار نموده‌است.

## توصیف اثر
نام کامل این کتاب را «الاستبصار فی ما اختلف من الاخبار» گزارش کرده‌اند. شیخ طوسی، کتاب استبصار را در سه جلد تهیه کرده‌است. جلد اول و دوم کتاب در موضوع عبادات و جلد سوم در زمینه عقود و ایقاعات و مشتمل بر سایر ابواب فقهی دیگر نیز می‌باشد. این کتاب در چاپ‌های کنونی در چهار جلد منشر شده‌است. به توصیف مؤلف، کتاب استبصار شامل ۹۲۶ باب و ۵۵۱۱ حدیث است. مولف در پایان هر جلد از کتابش، شمارش خود از روایت‌های جلد را ذکر می‌کند و در توضیح آن می‌نویسد: «من آن‌ها را شمارش کردم تا فزونی و کاستی در آنها رخ ندهد.». بنابر آنچه خودش در علت نگارش اثر عنوان می‌کند؛ این کتاب نوعی تلخیص از تهذیب الاحکام او می‌باشد. طوسی در این اثر، روایات را به دو دسه متواتر و غیرمتواتر تقسیم می‌کند و روایات غیرمتواتر را نیز به دو دسته دارای قرینه و بدون قرینه دسته‌بندی کرده‌است. وی برخی از قرائن را نیز همچون موافقت با ظاهر قرآن یا دلیل عقل برمی‌شمرد. طوسی در این اثر، علاوه بر دسته‌بندی موضوعی احادیث، به نقد و بررسی سند و محتوای روایات نیز اهتمام داشته‌است. شیخ طوسی در طبقه‌بندی روایات این اثر، همچون سایر کتب اربعه بر پایه طبقه‌بندی معمول کتب فقهی بنا نهاده‌است. طبقه‌بندی روایات در استبصار، در ۳ بخش صورت گرفته‌است. ۲ جزء نخست آن مربوط به مباحث عبادات غیر از جهاد، و جزء آخر به سایر ابواب فقهی پرداخته‌است. با وجود آنکه مولف تعداد روایات کتابش را ۵۵۱۱ روایت گزارش می‌کند، اما در نسخه تحقیق شده اثرش، ۵۵۵۸ حدیث، مجموع کتابش را شامل می‌شود که این اختلاف احتمالاً مربوط به شیوه شمارش برخی احادیث خاص است.
در این اثر همچون تهذیب الاحکام، اسناد روایات به استثنای آخرین راوی، حذف شده‌اند و طوسی در بخشی از کتاب با عنوان مشیخه، طریقه وصل خویش به راوی را گزارش کرده‌است. از این رو کتاب استبصار به جهت تنظیم شدن ابوابش بر طبق کتاب المقنعه شیخ مفید، حذف اسناد روایات و تدارک آنها در مشیخه و کوشش برای رفع تعارض میان روایات و ارائه جمع آنها با کتاب تهذیب الاحکام، شباهت دارد. تفاوت میان استبصار و تهذیب از جهت ذکر کامل روایات مخالف و عدم ذکر روایات موافق به صورت کامل است. از آنجا که کتاب استبصار، به صورت مفصل‌تری به رفع اختلاف روایات پرداخته‌است، نسبت به کتاب تهذیب الاحکام، کتابی اصولی‌تر جلوه می‌کند و از این رو، آن را برای خواص عالمان، مفیدتر دانسته‌اند. با این وجود که نویسنده، استبصار را با اتکا بر کتاب تهذیب نگاشته‌است، اما استبصار از جهت هدف کلی نگارش، باب‌بندی و شیوه ترتیب احادیث با تهذیب متفاوت است. از همین رو، شیخ طوسی در الفهرست و همچنین نجاشی - عالم هم عصر او - این کتاب را مستقل از تهذیب گزارش کرده‌اند.

## اعتبار و اهمیت
الاستبصار، دومین کتاب روایی شیخ طوسی از نظر اعتبار است و به عنوان چهارمین کتاب از کتب اربعه نزد شیعه محسوب می‌شود. شیخ طوسی پس از بیان علت نگارش این کتاب، آن را در نوع خود بی‌سابقه توصیف می‌کند. به اعتقاد او، گردآوری روایات مخالف و جمع میان آنها، پیش از آن سابقه‌ای نداشته‌است. مولف در این کتاب، به برخی از مرجحات که در ترجیح یک روایت بر دیگری کاربرد دارد، اشاره می‌کند. این کتاب از جهت نظم و دسته‌بندی روایات نسبت به تهذیب، کتابی مرتب‌تر گزارش شده‌است. همچنین در این اثر، باب‌ها به صورت ریزتری به مسائل پرداخته‌اند. دیگر موردی که برتری کتاب استبصار بر تهذیب را می‌رساند، مسئله تفاوت طریق‌ها در نقل روایات است. بر این اساس شیخ طوسی روایتی را که در کتاب تهذیب با طریقی مشخص گزارش می‌کند، در کتاب استبصار با روشی غیر آن روش گذشته، گزارش می‌کند و احتمالاً این به آن جهت است که روش جدید، معتبرتر بوده‌است. همچنین توضیحات در رفع تعارض‌ها در استبصار، گزیده‌تر اما کامل‌تر نسبت به تهذیب است. از نکاتی که نشانه اهمیت کتاب نزد عالمان شیعه بوده‌است، اجازه روایت به کتاب توسط استادان به شاگردان و همینطور منبع درسی قرار گرفتن در دروس تخصصی حوزه‌های علمیه در دوران‌های مختلف را می‌توان یاد کرد.

### امتیازات اثر
اولین امتیاز مهم کتاب استبصار، اولین اثر مستقل در زمینه جمع روایات متناقض و متعارض است. هرچند پیش از این، شیخ طوسی در کتاب عده الاصول، اصل بحث حل تعارض روایات را شرح داده‌است. بر این اساس مولف سعی کرده‌است تا روایاتی که با مبنای فتوای او یا استادش شیخ مفید در تعارض و تنافی هستند، به شیوه‌ای صحیح در نزد خویش، جمع کند. همینطور با توجه به تلاش نویسنده برای بیان شیوه‌های صحیح جمع، این کتاب به عنوان یکی از قدیمی‌ترین منابع فقه الحدیث به‌شمار می‌آید. طوسی در این اثر با توجه به اطلاعات دقیق حدیثی، رجالی، فقهی، اصولی و کلامی، توان خویش را در جمع بین روایات نشان داده‌است. یکی از مسائلی که باعث اهمیت کتاب استبصار شده‌است؛ دسترسی نویسنده به کتابخانه‌های بزرگی چون کتابخانه سید مرتضی و کتابخانه شاپور بن اردشیر در بغداد بوده‌است. دسترسی شیخ طوسی به اصول اربعه مائه سبب شده‌است تا بسیاری از روایات این اصول در کتاب استبصار و تهذیب، از خطر نابودی، در امان باشند.

### نقاط ضعف و انتقادات
وجود روایات ضعیف در کتاب استبصار از جمله ضعف‌های این اثر عنوان شده‌است. تا جایی که در این خصوص، برخی از بزرگان شیعه همچون ابن ادریس و شوشتری بر شیخ طوسی خرده گرفته‌اند. شوشتری در جای دیگر بر مولف معترض می‌شود که در طریق جمع بین روایات، راه افراط را پیش گرفته‌است و برخی دلایل برای جمع، ضعیف توصیف شده‌اند. شوشتری همچنین استناد مولف در استبصار به برخی دلایل ضعیف با وجود دلایل قوی‌تر را مورد نقد خویش قرار می‌دهد. همچنین در این اثر، بعضاً وقوع خطا و تحریف در نقل سند و متن روایت‌ها صورت گرفته‌است.

## چاپ و نشر
استبصار یک مرتبه در سال ۱۳۰۷ ه‍.ق در قالب ۳ جلد و در لکهنو واقع در هند و به صورت چاپ سنگی منتشر شد. دیگر بار در سال‌های ۱۳۱۵–۱۳۱۷ ه‍.ق در تهران تجدید چاپ شد. چاپ تحقیقی این کتاب، به کوشش حسن موسوی خرسان و به اهتمام محمد آخوندی به سال ۱۳۷۵–۱۳۷۶ ه‍.ق در نجف و در چهار مجلد به چاپ رسید. در این نسخه، جزء دوم اثر، در دو مجلد جدا منتشر می‌شد و سال‌ها به این شکل انتشار یافت. علاوه بر تصحیح فوق، تصحیح دیگری به کوشش علی‌اکبر غفاری بر استبصار صورت گرفته‌است که بر پایه سه نسخه خطی و دو چاپ پیشین آن تدوین شده‌است. در این تصحیح اختلاف نسخی که در فهم معنای حدیث، مؤثر هستند، در پاورقی مورد اشاره قرار گرفته‌اند.

## کتاب‌شناسی

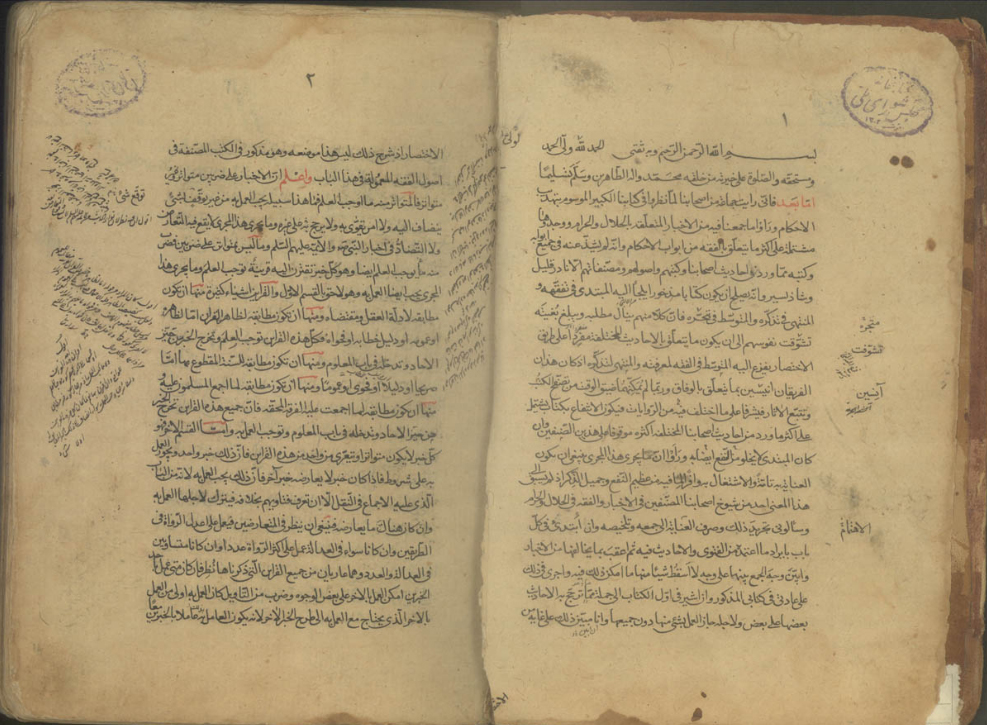
نسخه خطی از کتاب استبصار کتابت شده در ۱۰۵۰ ه.ق

## برای مطالعهٔ بیشتر
- شهرستانی، علی (۱۳۹۰). منع تدوین حدیث. ترجمهٔ هادی حسینی. قم: مجمع جهانی اهل البیت علیهم السلام.
- مهدوی‌راد، محمدعلی (۱۳۸۸). تدوین الحدیث عند الشیعه الامامیه. تهران: هستی نما.
- هوروویتس، یوزف (۲۰۰۵). تاریخ تدوین السیرة النبویة. ترجمهٔ حسین نصار. پاریس: دار ببیلیون.